# تاكاشي أكيموتو
تاكاشي أكيموتو (15 يناير 1984 كوتو اليابان - ) هو لاعب كرة قدم ياباني، يلعب كمدافع.